# Andy Goode
Andrew James Goode (Coventry, 3 aprile 1980) è un ex rugbista a 15 internazionale per l'Inghilterra, in carriera agonistica attivo nel ruolo di mediano d'apertura.
Dalla fine dell'attività sportiva è dirigente di una compagnia di servizi finanziari e commentatore televisivo di incontri di rugby.

## Biografia
Rugbista fin dall'età di 5 anni, Goode militò nelle giovanili a Nuneaton, cittadina del Warwickshire non lontana dalla sua città natale, Coventry.
Tra i 14 e i 16 anni fu anche capitano della squadra giovanile di cricket del Warwickshire, prima di orientarsi definitivamente al rugby.
Esordì in Premiership a 18 anni nelle file del Leicester, squadra con cui in quattro stagioni si aggiudicò due titoli nazionali e altrettanti europei; dopo un biennio ai londinesi Saracens tornò a Leicester nel 2004 e, l'anno successivo, debuttò in Nazionale inglese, nel corso del Sei Nazioni a Twickenham contro l'Italia.
A tutto il 2006 vantava 8 presenze in Nazionale, tuttavia il C.T. Brian Ashton non lo incluse nella rosa dei partecipanti alla Coppa del Mondo di rugby 2007, nonostante due ulteriori vittorie di club, un terzo titolo di campione inglese e la Coppa Anglo-Gallese.
Fece ritorno in Nazionale, singolarmente, di nuovo contro l'Italia a Twickenham, nel corso del Sei Nazioni 2009, a 27 mesi di distanza dall'ultima convocazione a causa dell'indisponibilità contemporanea nel ruolo di apertura della prima scelta Jonny Wilkinson e, a seguire, di Danny Cipriani e Charlie Hodgson; all'epoca Goode si era trasferito in Francia al Brive.
A tutto il 2009 ha disputato 17 incontri internazionali con 107 punti.
A febbraio 2010 la franchigia sudafricana degli Sharks, che milita nel Super Rugby SANZAR, in cerca di un'apertura per far fronte all'assenza per infortunio dell'argentino Juan Martín Hernández, ha chiesto Goode in prestito al Brive, che ha svincolato il giocatore; l'esordio è avvenuto contro i Crusaders e Goode, alla sua prima partita, ha subìto un'espulsione temporanea per placcaggio alto nei confronti del suo omologo di ruolo, il neozelandese Dan Carter a 6 minuti dalla fine dell'incontro.
Quasi contemporaneamente alla notizia del prestito, inoltre, è stato annunciato che Goode, in scadenza di contratto a fine stagione con il Brive, ha firmato un impegno che lo lega dalla stagione 2010-11 agli inglesi del Worcester, formazione di Premiership.

## Palmarès
- Premiership: 3
Leicester: 2000-01, 2001-02, 2006-07
- Coppe Anglo-Gallesi: 1
Leicester: 2006-07
- Heineken Cup: 2
Leicester: 2000-01, 2001-02